# فاتن عيدو
فاتن عيدو ممثلة ومؤدية صوت سورية.

## عن حياتها
تعمل في مركز الزهرة والذي قامت من خلاله بدبلجة العديد من شخصيات الرسوم المتحركة، لم تظهر كثيراً في الأعمال الجماهيرية على عكس وجودها في دبلجة الرسوم المتحركة، وانضمت إلى نقابة الفنانين السوريين في 4 نوفمبر 2003 كما أنها درست عامين في «المعهد العالي للفنون المسرحية».

## من أعمالها

### الدبلجة
- أبطال الكرة - نرجس، مجد
- السيف والرقعة الحاسمة - ليوي
- المحقق كونان الجزء الثالث - كازوها
- المحقق كونان الجزء الرابع - هيبارا
- المحقق كونان الجزء الخامس - هيبارا
- المحقق كونان الجزء السادس - هيبارا
- المحقق كونان الجزء السابع - هيبارا
- المحقق كونان الجزء التاسع - هيبارا (لم تكمل الدور)
- المحقق كونان: الرجل اللغز - هيبارا
- المحقق كونان: قضية زيرو - هيبارا
- أجنحة كاندام
- الصياد
- كوكب الباندا - توبي
- مغامرات حنين ج2 - حنين
- مغامرات نغم - نغم
- همتارو - همتارو
- الملازم كيرو - موا
- بي بليد 2 - بارعة
- الشبح - عدة ادوار
- دروبي مع دو ري مي ليلى ج1 و2
- أوف سايد - جمانة
- قتال الطيف
- أبطال الديجيتال - ميمي ج4 - صفراء ج3
- المسلسل المكسيكي ليتي
- موسم المطر
- انيوشا
- الدراج المقنع - يوري (الصوت الثاني )
- المعركة الحديدية بي بليد - لبنة، سهام (الصوت الأول)
- سونيك إكس – تيلز (من الحلقة 53 إلى 78)
- ناروتو - ناروتو أوزوماكي (دبلجة Starzplay)

### دبلجة المسلسلات
- الحب المستحيل
- الأرض الطيبة
- قصر الحب صوت نجلاء الخادمة الممثلة أبك توزجوغلو.
- موسم المطر 2004 صوت ايلول أو أزرا أكين.
- حريم السلطان صوت فريال مسؤولة الخدم
- فدية صوت سيندورا
- جودا أكبر صوت مهام أنجا
- السلطانة راضية صوت فاطمة خادمة راضية
- رياح الحب - بنت حاج يوسف
- ديلا خانوم
- خريف الحب
- سجينة الحب

- كما شاركت في دوبلاج المسلسلات الهندية والكورية والصينية والأمريكية
- أشرفت على بعض المسلسلات

### تمثيلها في الأفلام
- علي ساعة خمسة

### تمثيلها في المسلسلات
- أعقل المجانين (بهلول) ج2
- عش المجانين
- اسرار المدينة
- 2ضرب2
- مزنة
- شاميات

## روابط خارجية
- فاتن عيدو على موقع قاعدة بيانات الأفلام العربية